# Station Hamburg Landwehr
Station Hamburg Landwehr (Haltepunkt Hamburg Landwehr, kort: Haltepunkt Landwehr) is een spoorwegstation in het stadsdeel Eilbek van de Duitse stad Hamburg. Het station is onderdeel van de S-Bahn van Hamburg aan de Verbindingsbaan, deze ligt langs de spoorlijn Lübeck - Hamburg

## Indeling
Het station telt één eilandperron met twee perronsporen. Langs het station lopen sporen van de doorgaande spoorlijn Lübeck - Hamburg. Het perron is over een groot deel overkapt. Aan de westzijde is het perron met een trap via de straat Landwehr (B5) te bereiken, een deel van het station ligt ook over deze straat. Tevens is hier een bushalte en een fietsenstalling.

## S-Bahnlijnen
De volgende S-Bahnlijn doet het station Landwehr aan:
| Serie | Treinsoort        | Route | Bijzonderheden |
| ----- | ----------------- | --- | -------------- |
|       | S-Bahn (DB Regio) | Hamburg Airport – /Poppenbüttel – Ohlsdorf – Barmbek – Landwehr – Berliner Tor – Hauptbahnhof – Altona – Blankenese – Wedel |                |